# Török konyhaművészet

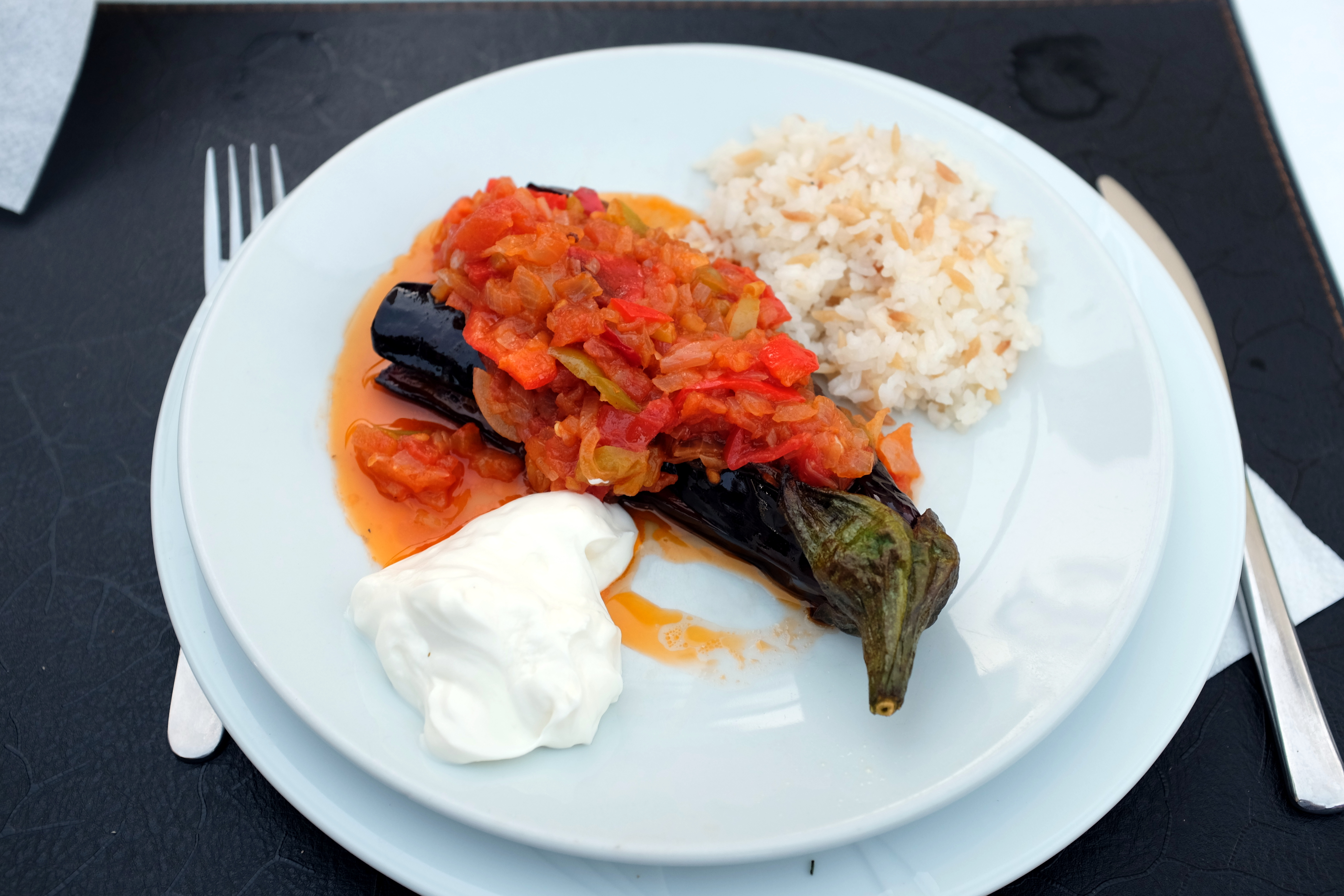
Ájult imám padlizsánja azaz İmam Bayıldı

A török konyhaművészet jól ismert Európában. A leggyakrabban használt alapanyagok: padlizsán, zöldpaprika, hagyma, lencse, bab, paradicsom, fokhagyma és uborka. A legkedveltebb gyümölcsféleségek közé tartozik a szőlő, az őszibarack, a cseresznye, a sárgadinnye, a füge, a citrom; a törökök kedvelik a magvakat és dióféléket: a pisztáciát, a mogyorót, a mandulát, a földimogyorót, a fenyőmagot, a pörkölt csicseriborsót. A leginkább használt fűszerek a petrezselyem (melynek csak a levelét hasznosítják), a köménymag, a feketebors, a paprika, a menta és a kakukkfű.
A török konyhát jelentősen befolyásolta az Oszmán Birodalom sokszínűsége, multikulturális környezete. Az oszmán konyhaművészet egyesítette a birodalom területén élő népek ételeit és elkészítési módszereit. A legnagyobb befolyást a görög és közel-keleti konyha gyakorolt rá, de keveredtek benne az ősi, közép-ázsiai török hagyományok is. 
A legízletesebb fehér sajtok és joghurtok juhtejből készülnek. Népszerű köret a rizs (pilav) és a bulgur (összetört, főzött majd kiszárított búzakása). Az olívaolaj (zeytinyağı) széleskörűen elterjedt, leginkább Törökország nyugati területein, ahol bőven találhatóak olajfaligetek. Az olívabogyó (zöld, fekete, rózsaszín) kedvelt előétel. A kenyér búzából, árpából és kukoricából készül. Jellegzetesen török kenyér a pide (pita) és a tandır ekmeği (tandır: szabadtéri, kerek tűzhely, melynek a belső oldalán sütik ki a kenyértésztát).

## Étkezési szokások
A török étkezési szokások drasztikus változáson mentek keresztül a 20. század folyamán; a törökök nyugati minta szerint kezdtek étkezni. A hagyományos török szokások szerint kis adagokat szolgálnak fel, és sok kenyeret fogyasztanak az ételekhez. 
Kenyeret mindenféle ételhez felszolgálnak, még a rizs és a bulgur mellé is. A lakosság növekvő súlyproblémái miatt egyre többen mondanak le erről az ősi hagyományról. Az egyik legnépszerűbb kenyérféleség a simit (vagy gevrek), mely gyűrű alakú és szezám maggal szórják meg. Önmagában vagy sajttal és lekvárral fogyasztják, utóbbi időben többféle, péksüteménnyé alakított simitet lehet kapni, melyek különféle töltelékkel kaphatóak.

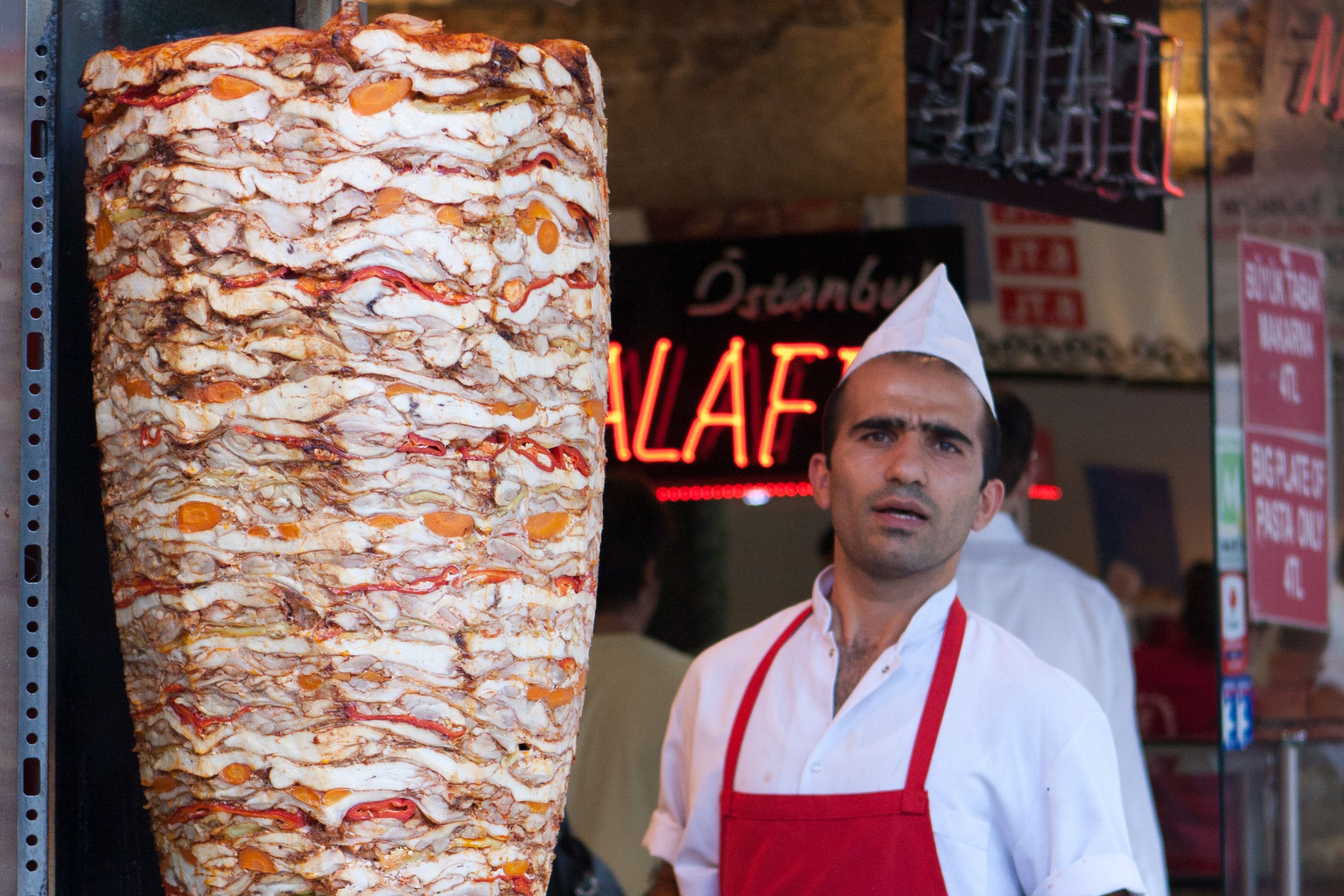
Kebab árus Isztambulban, a nyárson sárgarépával és paprikával rétegezett hús sül

A hús mindig is luxuscikknek számított Törökországban. A legnépszerűbb húsáru a bárányhús, melyet leginkább ünnepeken (például esküvő) fogyasztottak, illetve a Kurban Bayramı (Áldozati Ünnep) idején etli pilav (húsos rizs) formájában. Amikor a húsipar megjelent Törökországban, a húsáru mindenki számára könnyen elérhető élelmiszerré vált és bekerült a törökök mindennapi étrendjébe. A gyorséttermek megjelenésével egyre népszerűbb lett a „döner kebab” és a kebabok különféle fajtái. A legnépszerűbb húsétel mégis mindmáig a kıyma (darált hús), melyet zöldségekkel szolgálnak fel. Így alakultak ki különféle népszerű ételek, mint például a kıymalı fasulye (darálthúsos bab).
A török konyha egyik legnagyobb vesztesége a hagyományos alapanyagok elhagyása. A cukor fokozatosan átvette a méz és a pekmez (főtt must) helyét az édességek elkészítésénél. Vaj vagy akár az olívaolaj helyett egyre inkább margarint használnak. A paradicsomból készült különféle mártások (çemen, acıka stb.) helyett egyre népszerűbb a ketchup. Az italok területén a szénsavas üdítő italok pedig  egyre inkább háttérbe szorítják a hagyományos joghurtitalt, az ayrant. Mindazonáltal az ayran még mindig népszerű, köszönhetően a döner éttermeknek. Manapság már egyes gyorséttermekben is lehet ayrant kapni Törökországban.

## Húsételek

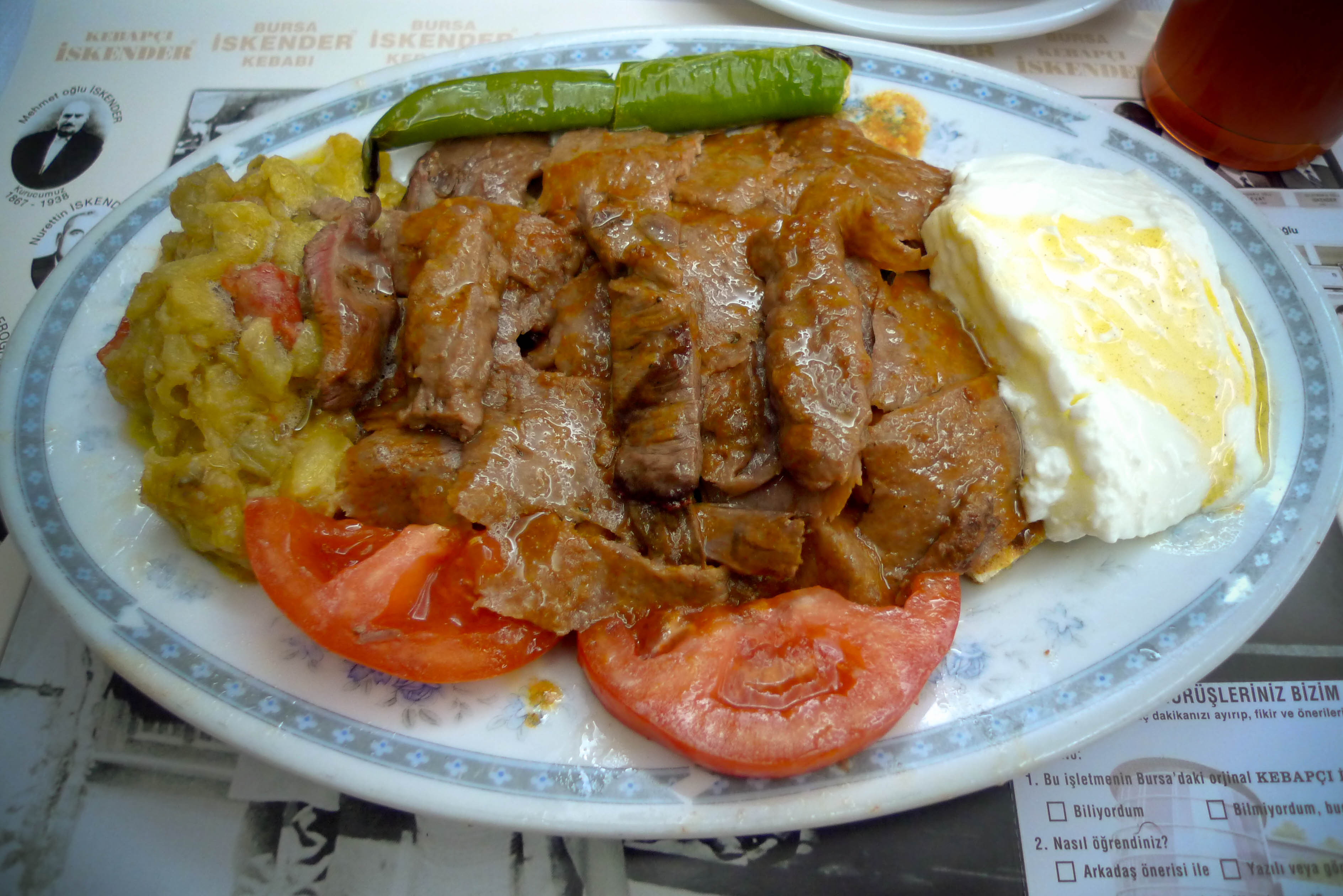
Iskender kebab

A húsok többségét (különösen a şiş-kebabokat) pácolják és grillezik. Bár minden, az iszlám által engedélyezett húsféleséget fogyasztanak (tehát sertéshúst nem), a bárányhús a legelterjedtebb és a legnépszerűbb. A leghíresebb marhahúsból készült étel a pastırma. Számtalan különféle kebab létezik a világon, ez a húsétel féleség egy nagyon tág kategória. 
Az utcán árult török specialitás kialakulásának története szerint İskender Effendi az 1850-es években dolgozta ki a függőleges sütési eljárást. Iskender kebabot leginkább az ország északnyugati területein fogyasztanak. 
Ezt fejlesztette tovább Mahmut Aygündöner, akinek pitában felszolgált kebabja Nyugat-Európában vált ismertté és kedveltté.
Napjainkban a döner kebabot pitában szolgálják fel. Ez a fajta döner már az 1960-as években is kapható volt Isztambulban. Az európai dönerhús-készítők szövetsége szerint az Európábn közkedveltté vált „döner kebab” feltalálója Kadir Nurman , aki zöldségekkel és szósszal együtt pitában kínálta először a kebabot 1972-ben Németországban, a berlini Kreuzberg városrészben, mert az eredeti török kebab nem nyerte el a német vásárlók tetszését.
A törökök kifejlesztették saját pizza-féleségeiket: a lahmacun rendkívül vékony tésztájú, paradicsomos, darálthúsos étel, melyhez külön tányéron friss zöldségféléket szolgálnak fel, amelyeket a tésztába kell csavarni, és így, összetekerve kell fogyasztani az ételt. A másik pizza-féleség a pide, mely hosszúkás alakú és különféle feltétekkel kapható (sajtos, darálthúsos stb.)

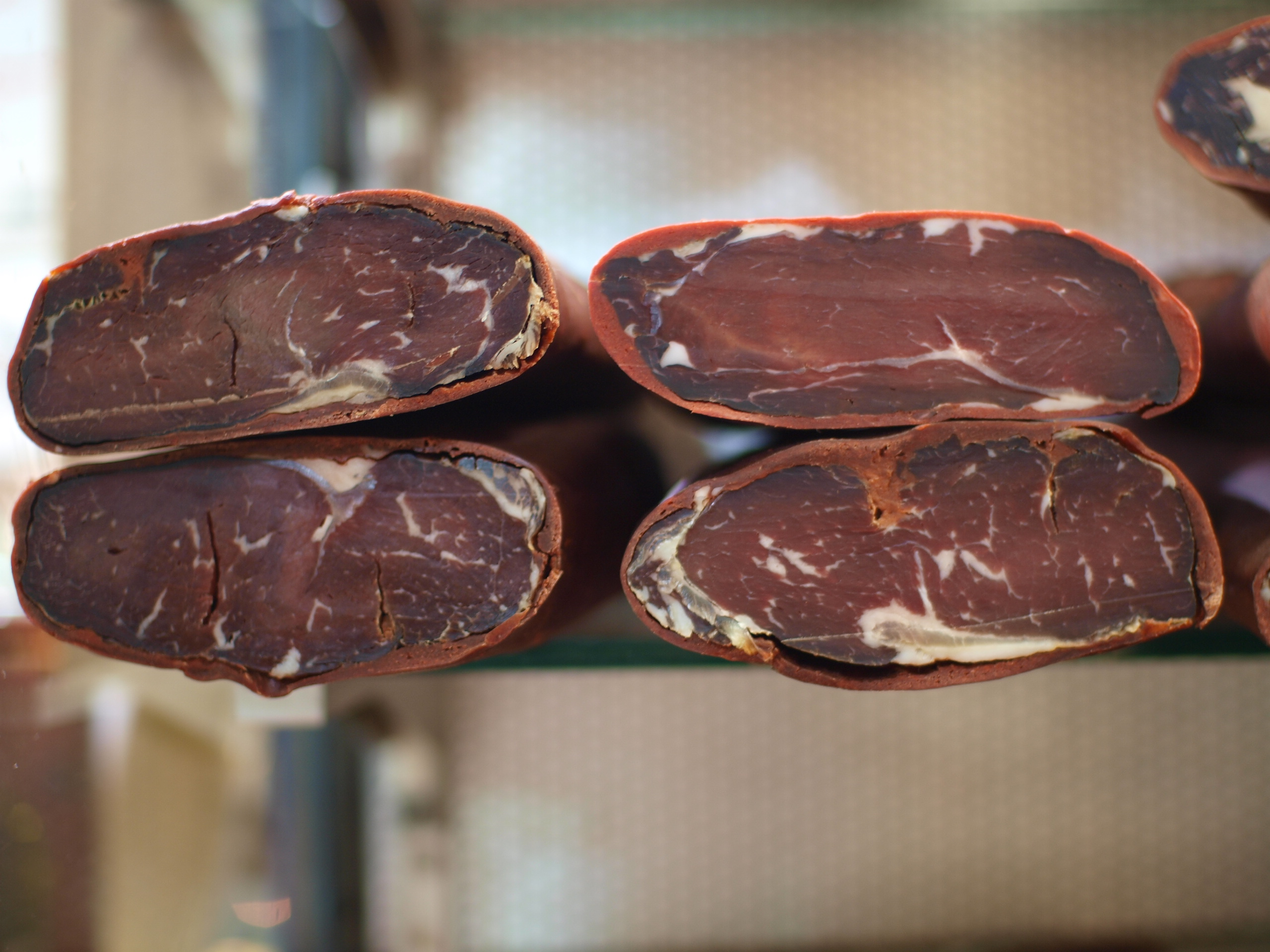
Marhahúsból készült étel a katonák eledele, a pastirma, amely levegőn szárított eljárással készített füstölt húsféle

Népszerűek a padlizsános húsos ételek, például a karnıyarık vagy a muszaka.
A sucuk reggelinél fogyasztott népszerű virsli- , szalámi-féleség.

### Kebabok és szendvicsek
- Döner kebab
- Iskender kebab
- Cağ kebab
- Şiş kebab
- Adana kebab
- Urfa kebab
- Beyti kebab

### Húsgombócok
- İzmir köfte
- Inegöl köfte

## Meze
A meze különféle előételek csoportja, melyeket akár főételként is lehet fogyasztani. Törökországban az éttermekben általában többféle mezét is felszolgálnak előételként, és érdekesség, hogy a legtöbb étteremben ezt kérni sem kell. Mezeként fogyasztható az olajbogyó, a cacık (tzatziki), a köfte (fasírt-féleség), a haydari (fokhagymás joghurtos saláta), a pilaki (bab, fokhagyma, olíva olaj), a börek (vékony tésztarétegekből készült étel hús, sajt vagy zöldség töltelékkel), a kısır (apróra tört bulgur különféle fűszerekkel és zöldségekkel keverve), a dolma (rizzsel vagy hússal töltött szőlőlevél, padlizsán vagy paprika), humusz (szezám mag, csicseriborsó, fokhagyma, olívaolaj és citromlé), tenger gyümölcsei stb. Vidéken közkedvelt meze a gözleme, melynek sült tésztája lisztből, vízből és sóból készül, és többféle töltelékkel fogyasztható: spenóttal, sajttal, hússal, burgonyával.

## Desszertek

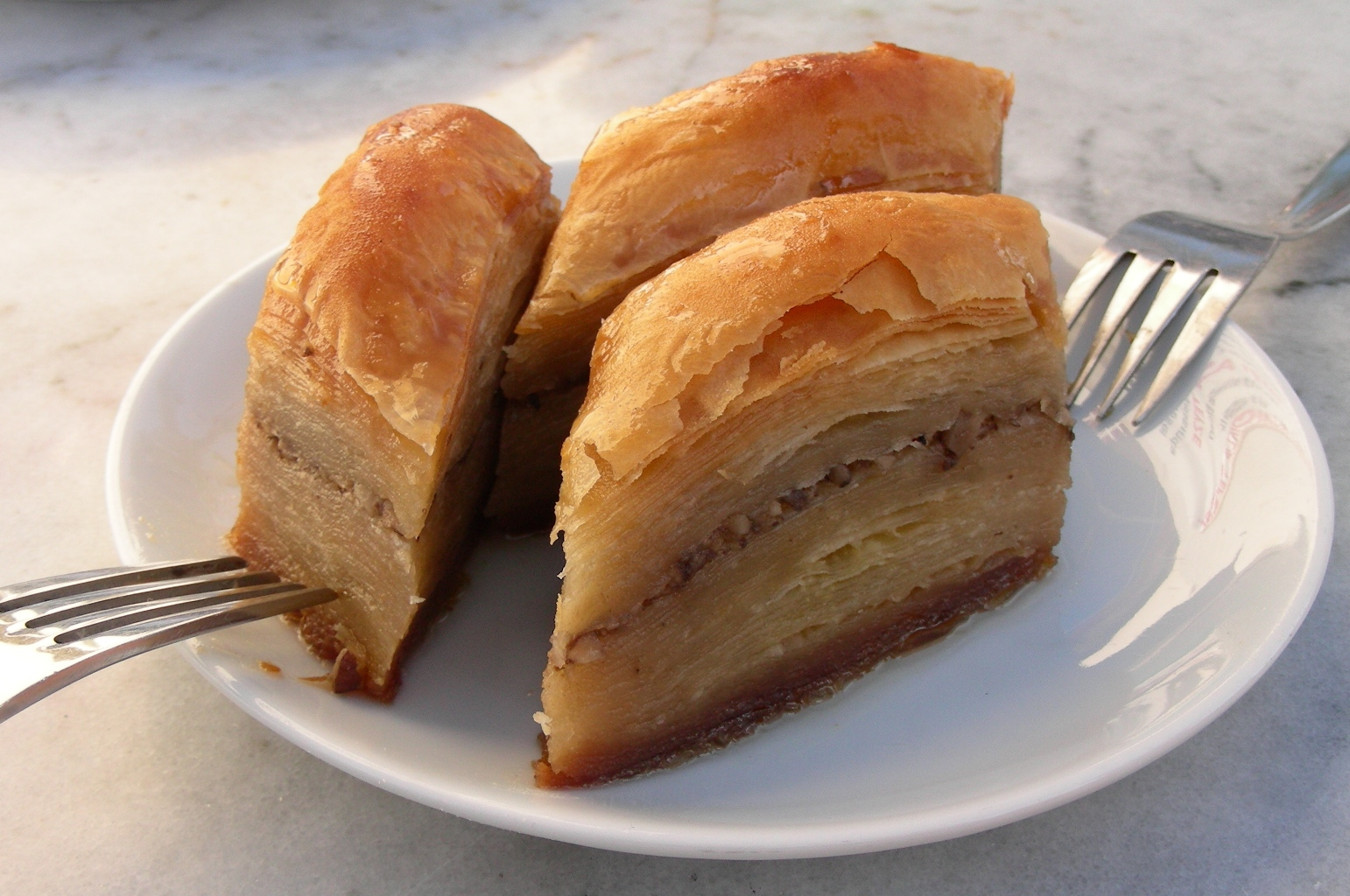
Baklavák

Az egyik legismertebb török édesség a baklava. Népszerűek a tejes édességek, például a muhallebi, sütlaç (tejberizs); kedvelt a helva, a kadayıf, a künefe, a revani (búzadarából és keményítőből készül). Az egyik legismertebb és legkülönlegesebb török édesség a lokum vagy Turkish Delight, a vattacukorhoz hasonló az izmiti pişmaniye. Igazi különlegesség a zselatinos tavuk göğsü is (a török nevében szereplő tavuk-nak semmi köze a  csirkemellhez). Híressé vált török fagylalt a maraş dondurma.

## Italok

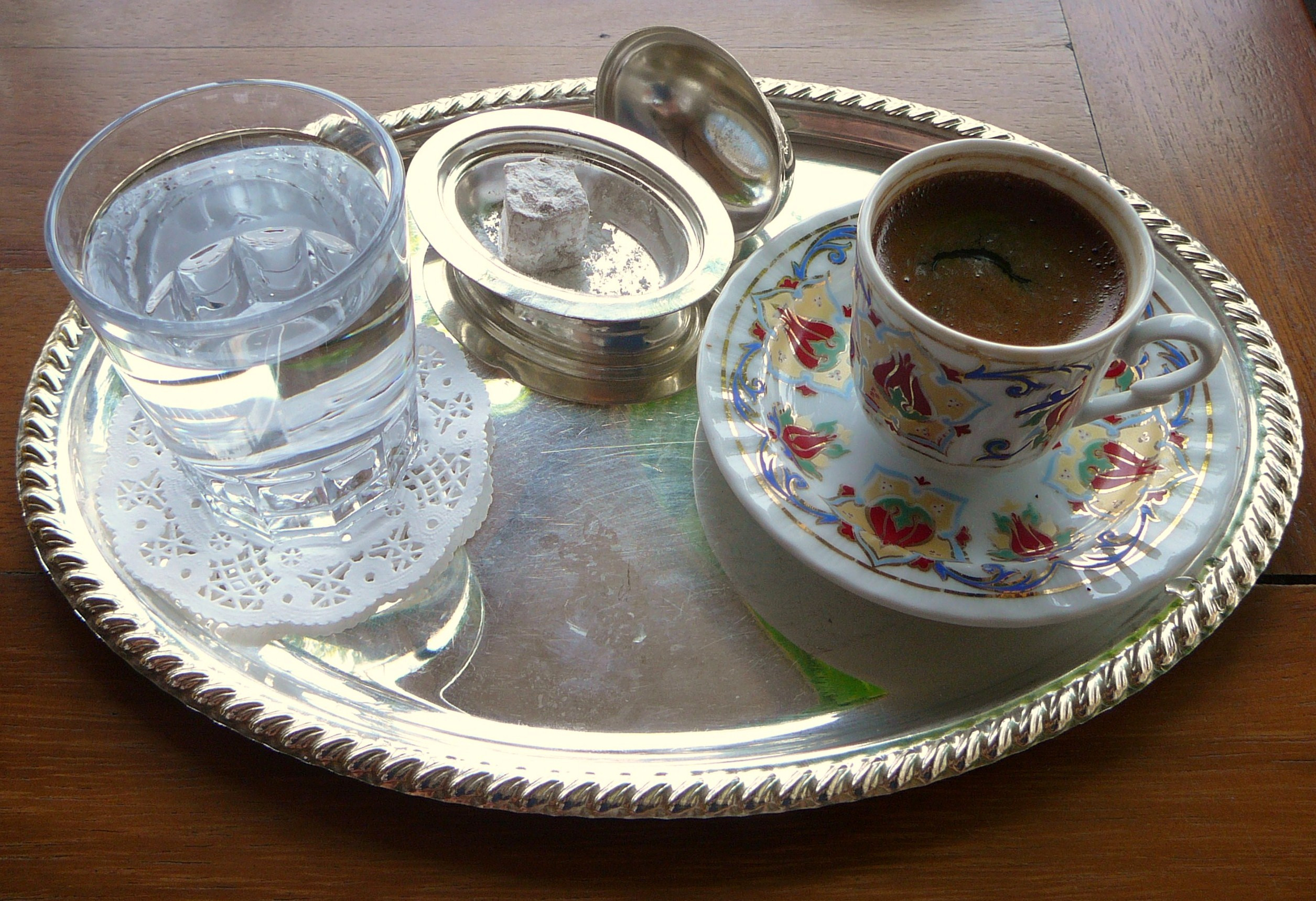
Török kávé

Bár a legtöbb török muzulmán számára az alkoholos italok kedveltek; a Ramadán idején azonban nem fogyasztanak alkoholt. Népszerűek a sörök (bira), például az „Efes”, Anatóliában pedig már időszámításunk előtt is készítettek bort (şarap). A rakı jellegzetesen ánizsízű alkoholos ital, melyet általában a mezével együtt fogyasztanak. Népszerű még a boza (erjesztett ital búzából vagy darából); az alkoholmentes italok között az ayran (joghurtital) és a şalgam (vörösrépalé).

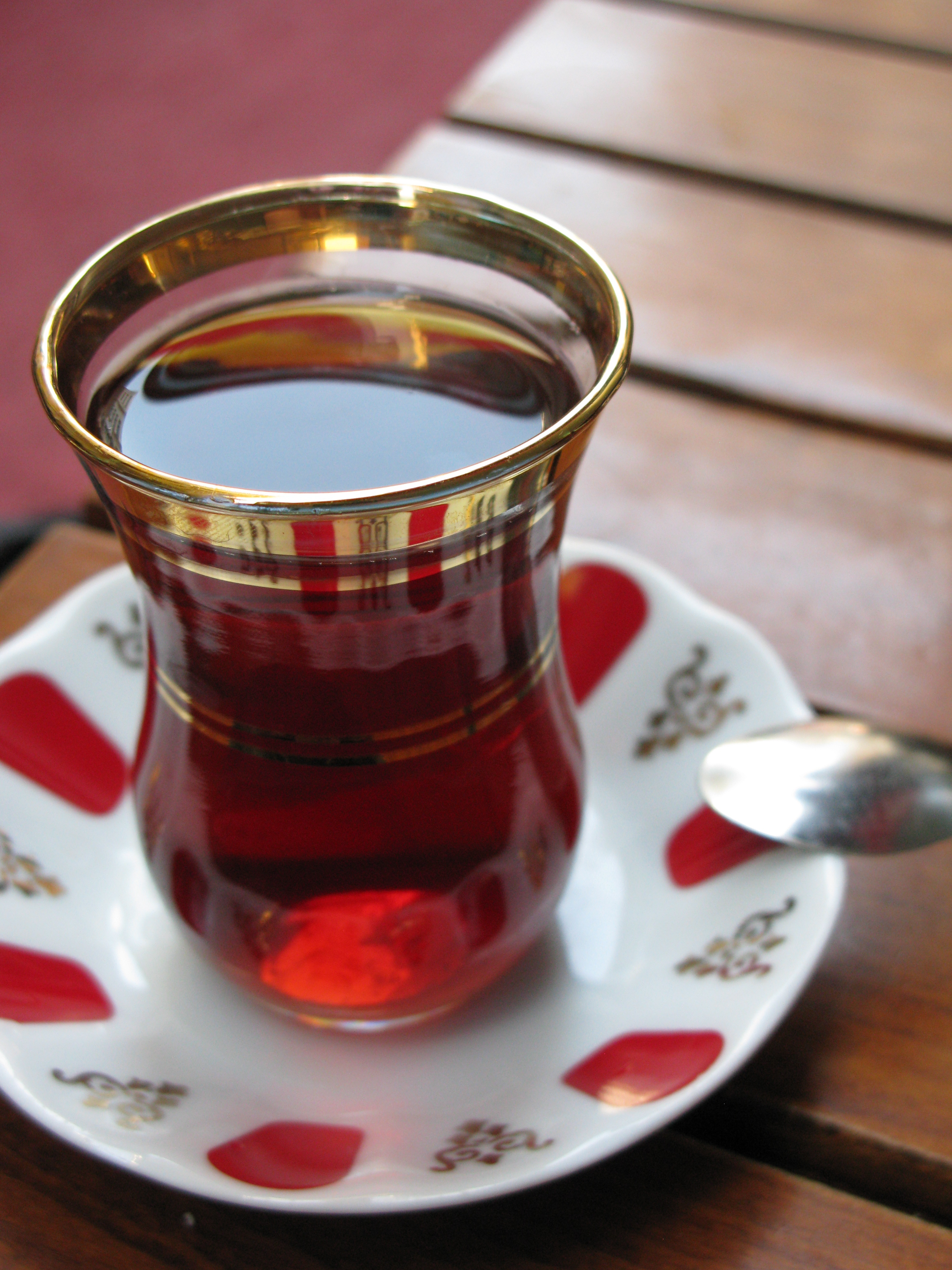
Török tea

Hagyományos ital még a fekete tea (siyah çay), valamint a török kávé (kahvesi) cukorral vagy anélkül. A teát különleges, vékony, harang v. tulipán alakú üvegpohárkából fogyasztják, cukorral, de citromlé nélkül. A teát egy kétrészes teáskannában készítik (çaydanlık), melynek alsó részében vizet forralnak, felső részébe helyezik a tealeveleket. Amikor a tea elkészül, a felső kannából öntenek egy keveset a pohárba, majd felhígítják forró vízzel az alsó kannából.  Így mindenki szabályozhatja magának, hogy mennyire erős teát szeretne inni.  A török kávét egyszerű fém kávékiöntő edényben főzik: a vízbe belekeverik az őrölt kávét (van, aki cukrot is tesz az edénybe), majd forrásig főzik. Ezután habját leöntik, majd újra felforralják a kávét. Az Ábrahám próféta szülőhelyének is tartott anatóliai Şanlıurfa (korábban: Urfa, Edessza) városában ízesítésként kardamom is kerül a kávéba. A kávé elfogyasztása után jósolni is szoktak a kihűlt kávézaccból.

## Galéria

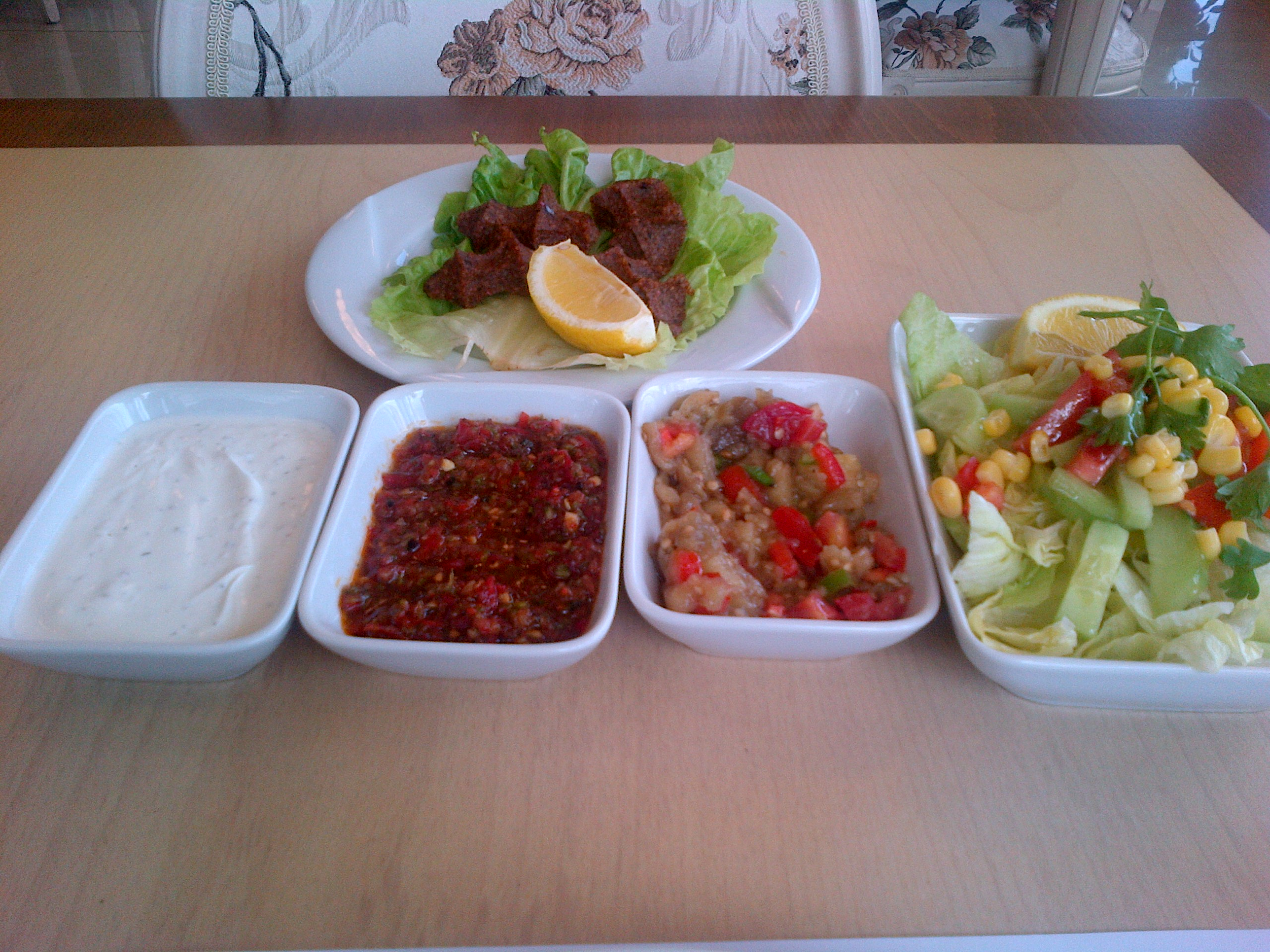
Meze
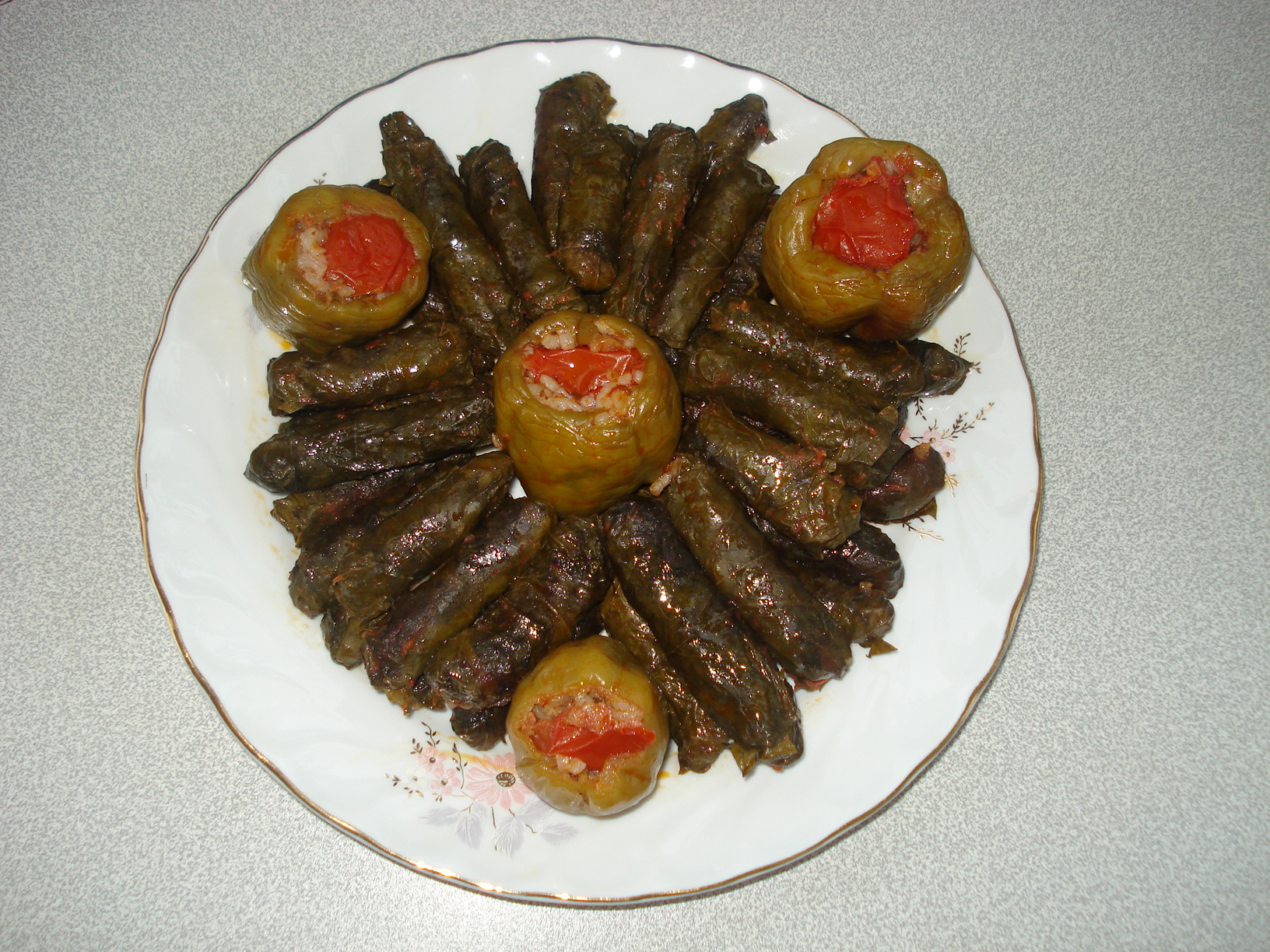
Sarma
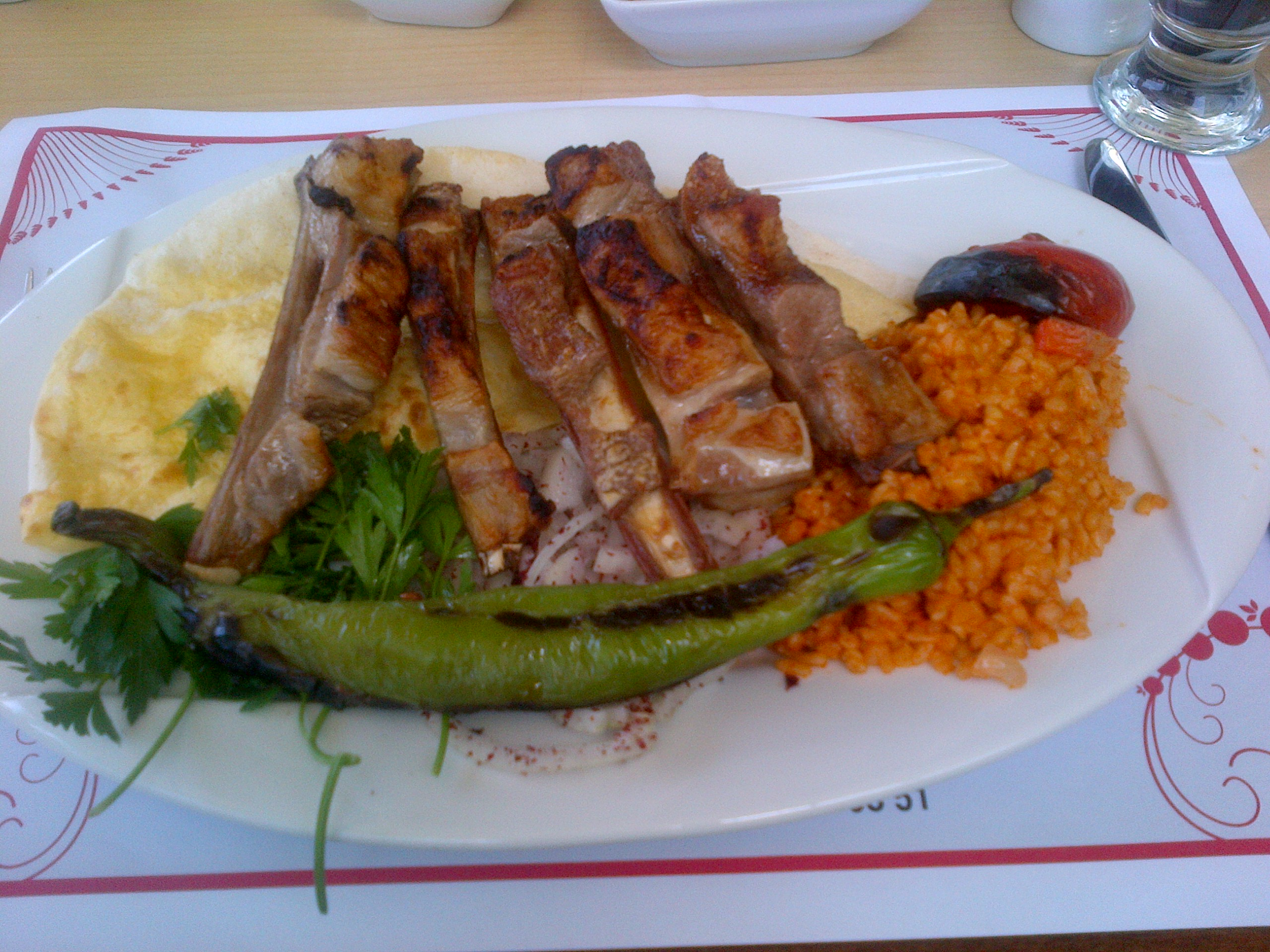
Kuzu kaburga
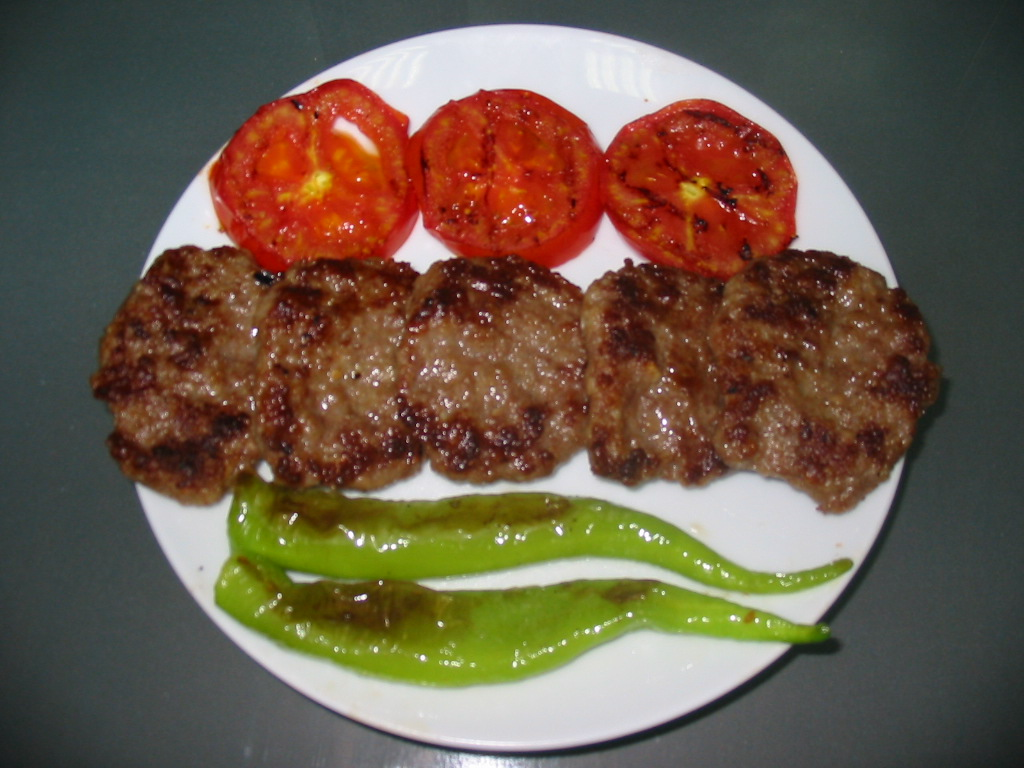
Akçaabat köfte
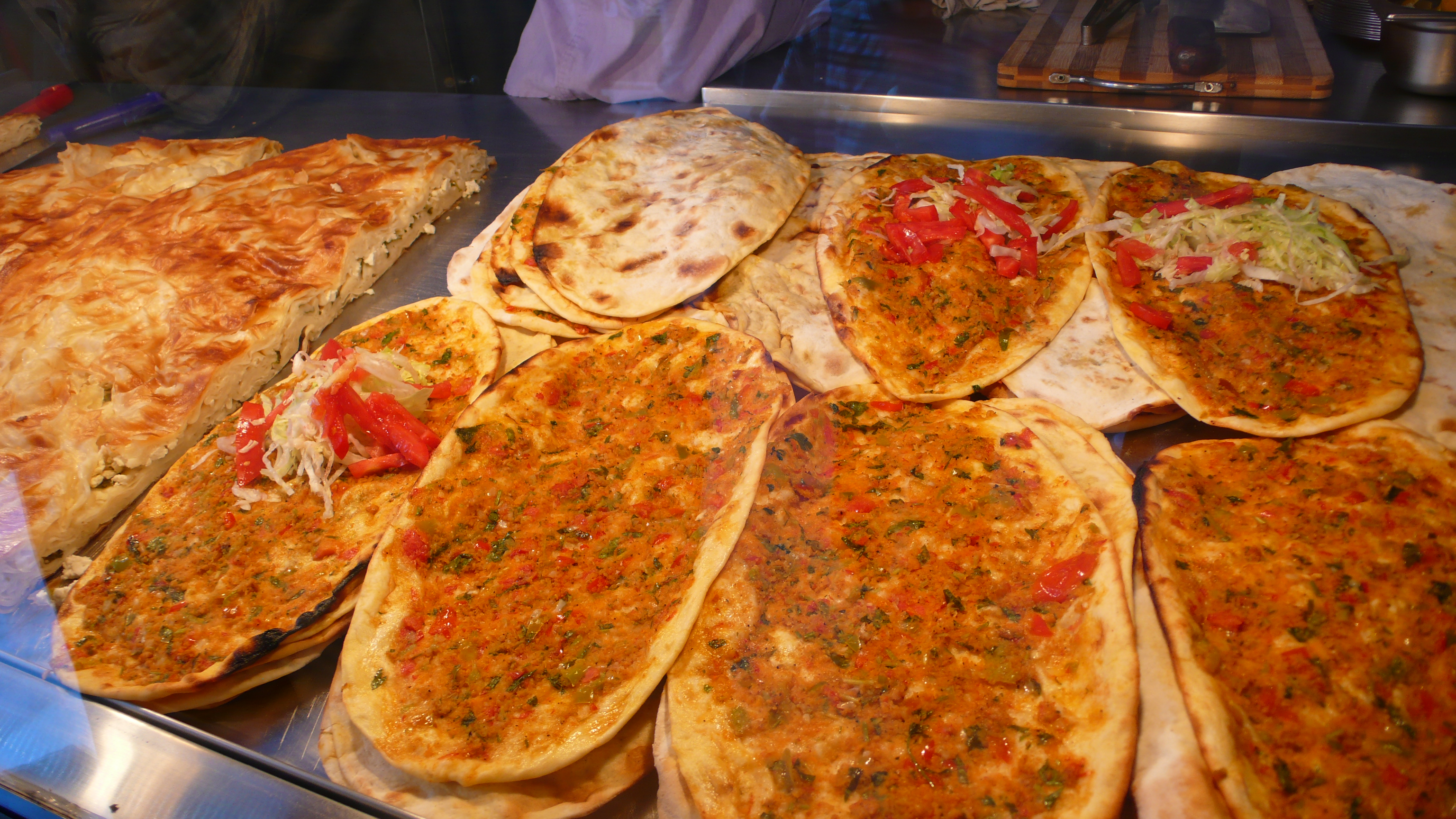
Lahmacun a török pizza
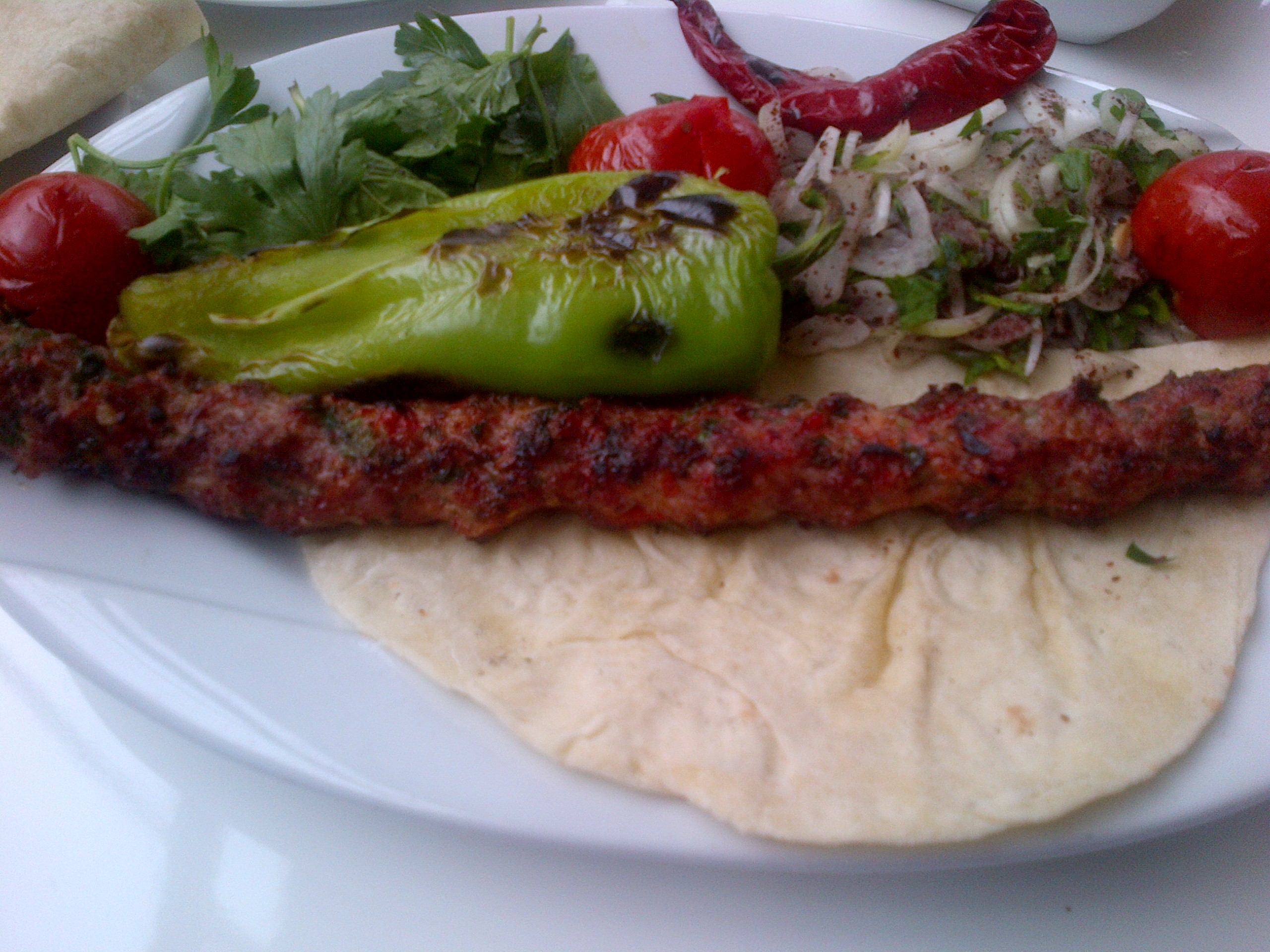
Haşhaş kebab